# Praemallaspis argodi
Praemallaspis argodi är en skalbaggsart som först beskrevs av Auguste Lameere 1909.  Praemallaspis argodi ingår i släktet Praemallaspis och familjen långhorningar. Inga underarter finns listade i Catalogue of Life.